# Ningcheng

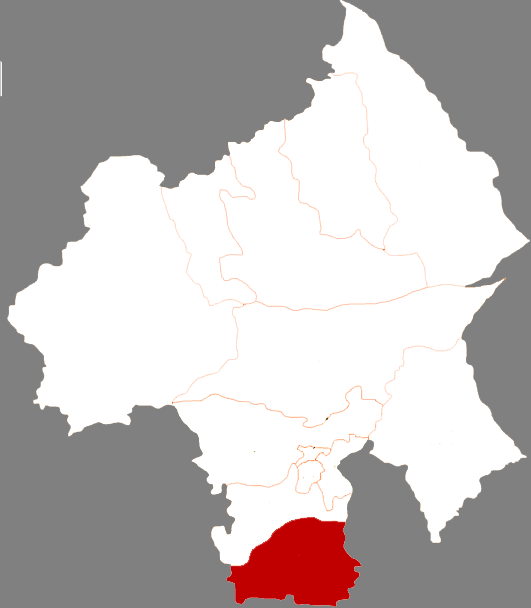
Lage Ningchengs in Chifengs

Der Kreis Ningcheng (宁城县,  Níngchéng Xiàn; mongolisch ᠨᠢᠩᠴᠧᠩ ᠰᠢᠶᠠᠨ Niŋčėŋ siyan) ist ein Kreis der bezirksfreien Stadt Chifeng (mongol. Ulanhad) im Nordosten des Autonomen Gebiets Innere Mongolei der Volksrepublik China. Er hat eine Fläche von 4.305 km² und zählt 600.000 Einwohner. Sein Hauptort ist die Großgemeinde Tianyi (天义镇).
Koordinaten: 41° 36′ N, 119° 20′ O